# Rödelbach (Selke)
Der Rödelbach, teils als Rödelbachgraben und fälschlich auch als Rieschengraben bezeichnet, ist ein für Bergbauzwecke veränderter und in das Unterharzer Teich- und Grabensystem eingebundener Bach. Der Rödelbach war ursprünglich ein natürlicher Bach. Die Veränderungen an ihm dürften aufgrund der bergbaulichen Tätigkeiten innerhalb des Rödelbachtals bei Straßberg im 16. und 17. Jahrhundert vorgenommen worden sein.

## Verlauf
Einige Karten verorten die ursprüngliche Quelle des linken Quellarms rechtsseitig des mittleren Kiliansteichs (heute Teil der Talsperre Kiliansteich). Dieser Quellarm gilt heute als Teil des Büschengrabens.
Als Quelle des Bachs wird heute eine Pseudobifurkation auf 460 m Höhe am Fuße von Kleinem Silberkopf und Großem Silberkopf betrachtet.

### Westlicher Rödelbach
Der eine Bachzweig fließt westwärts, bis er nach etwa 1100 m, nahe dem Stolberger Ortsteil Schindelbruch, in den Schindelbruchbach mündet, einen Nebenfluss des Sprachenbachs (Flusssystem Helme).

### Östlicher Rödelbach
Der andere Bachzweig fließt anfangs ost-, dann nordostwärts zunächst durch die Schindelbruchwiesen, wo der Bach vom großen Silberkopf rechtsseitig einmündet, um dann im Frankenteich aufgestaut zu werden. Hier mündet linksseitig über eine zweite, westliche Teichbucht der Bach vom Söhlenborn ein. Der Rödelbach fließt weiter zum Maliniusteich, kurz vor welchem linksseitig der Büschengraben einmündet, kurz darauf rechtsseitig der Bach vom Kohlberg, der hier durch den Stollgraben bereits einen Großteil seines Wassers verloren hat.
An der Stauwurzel des Maliniusteichs fließt ein Teil des Wassers um die Verlandungszone herum. Vom Abfluss des Maliniusteichs aus fließt das Wasser über zuletzt deren rechten Teilungsarm Straßberger Mühlengraben in Straßberg der Selke zu.

## Wasserfall
Direkt hinter dem Maliniusteich bildet der Rödelbachgraben einen Wasserfall. Sichtbare Spuren der Gesteinsbearbeitung lassen auf einen zumindest teilweise künstlichen Ursprung schließen. Das Wasser ergießt sich über treppenartige Kaskaden nicht besonders tief hinab.

## Zuflüsse
Der Rödelbachgraben wird aus dem den Kiliansteich durchfließenden Büschengraben gespeist. Unterhalb des Maliniusteich existieren teilweise längst verfallene Zuflüsse aus Sammelgräben. Zudem hat der Teich zusätzliche kleine Zuflüsse.
Unterhalb des Maliniusteichs zweigt rechtsseitig ein kurzer Verbindungskanal zum Stollgraben ab.